# Gabrielle Gauthey
Gabrielle Gauthey, née le 28 octobre 1962 à Nancy, était directrice des investissements et du développement local de la Caisse des dépôts et consignations. Elle préside également l'Alliance Tics et Telecom Computer Industry Association.

## Biographie
Diplômée de l'École polytechnique, de Télécom ParisTech et titulaire d'un DEA en analyse économique, elle est ingénieur en chef des télécommunications. Elle a commencé sa carrière à France Telecom et rejoint la DATAR en 1992 comme chef du service des investissements étrangers en France et secrétaire général du réseau « Invest in France ».
Entre 1995 et 1997, elle occupe des fonctions de conseiller technique, au cabinet de François Fillon, ministre délégué à La Poste, aux Télécommunications et à l'Espace. 
En 1998, Gabrielle Gauthey prend les fonctions de directeur général adjoint de la Sofirad, et directeur général de "Le SAT", premier bouquet numérique par satellite de chaînes et radios francophones en Afrique.
En 2000, Gabrielle Gauthey est nommée présidente du directoire de CDC Mercure (filiale de la CDC), qui porte l'ensemble de l'offre de services TIC du groupe. En qualité de directeur de la Direction des nouvelles technologies de l'information et de la communication (DNTIC), elle est directement rattachée à Michel Gonnet, directeur général adjoint de la CDC chargé du pôle Dépôts, épargne et financements publics (DEFP).
De 2003 à 2008, elle est membre de l'ARCEP avant de rejoindre le groupe Alcatel-Lucent le 1er janvier 2009 en qualité de directrice relations institutionnelles.
Elle fait partie des 18 personnalités retenues pour participer au Conseil national du numérique dont la création a été officialisée le 27 avril 2011 par le président de la République.
Le 29 janvier 2015, elle est nommée Directrice des investissements et du développement local de la Caisse des dépôts et consignations,.
Elle est poussée vers la sortie lorsque Eric Lombard prend la direction de la Caisse des dépôts et consignations.
Elle est membre de l'Académie des technologies. 